# Frambouhans
Frambouhans is een gemeente in het Franse departement Doubs (regio Bourgogne-Franche-Comté) en telt 613 inwoners (1999). De plaats maakt deel uit van het arrondissement Montbéliard.

## Geografie
De oppervlakte van Frambouhans bedraagt 10,1 km², de bevolkingsdichtheid is 60,7 inwoners per km².

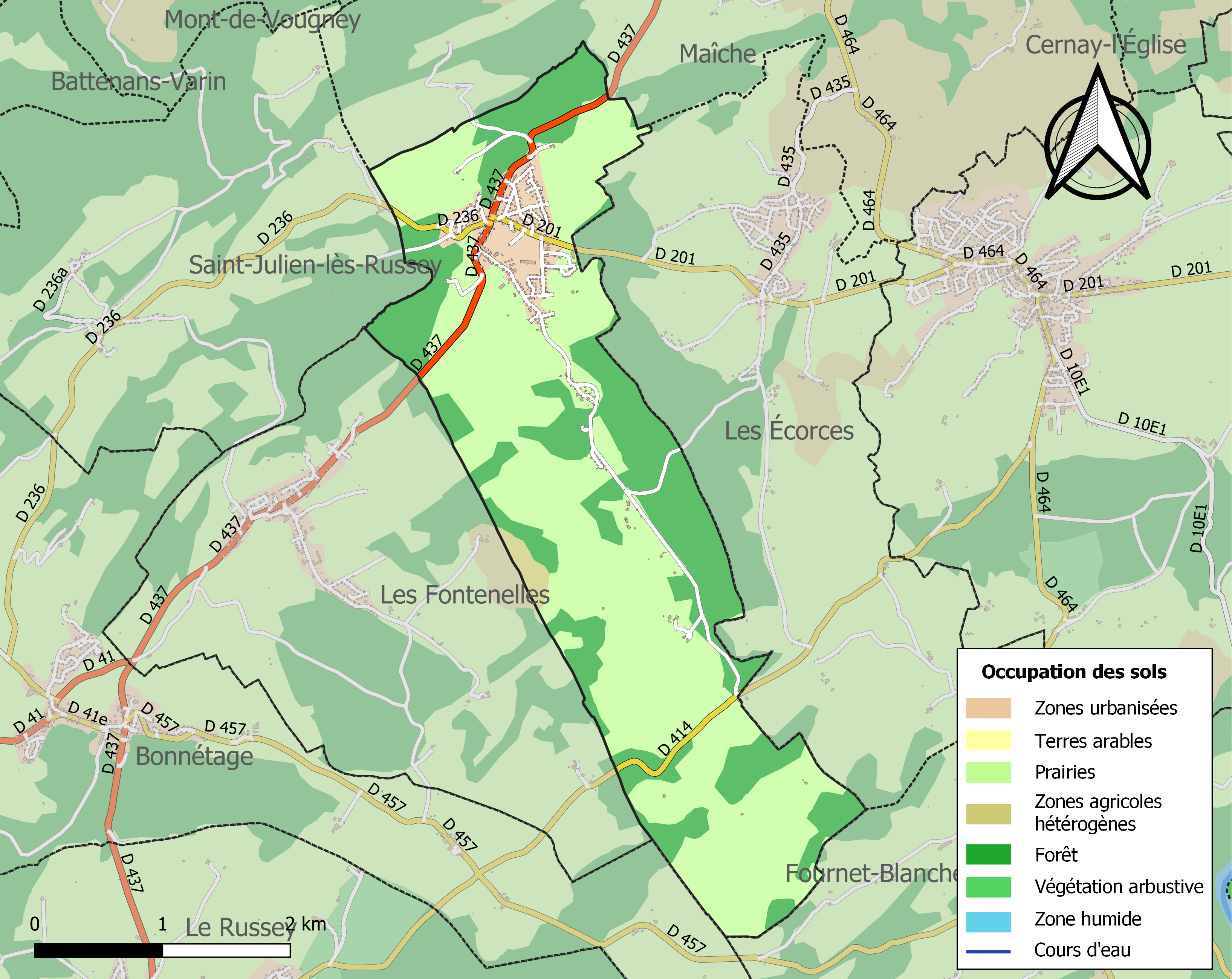
Kaart van de gemeente met de belangrijkste infrastructuur, bodemgebruik en omliggende gemeenten

## Demografie
Onderstaande figuur toont het verloop van het inwonertal (bron: INSEE-tellingen).